# Сеид Мир Сиддик
Сеид Мир Сиддик-хан Тура — представитель правившей узбекской династии мангытов, девятый сын Эмира Бухары Музаффара. Побывал наместником бухарских эмиров в Каршинском и Чарджуйском бекствах Бухарского эмирата.
Оставил след в истории Бухарского эмирата как видный литератор, поэт, составитель антологий и других исторических произведений, меценат и обладатель богатой частной библиотеки в Бухаре.
Самое важное дело который совершил Хашмат в годы своего заключения было создание богатой библиотеки.

## Политическая деятельность

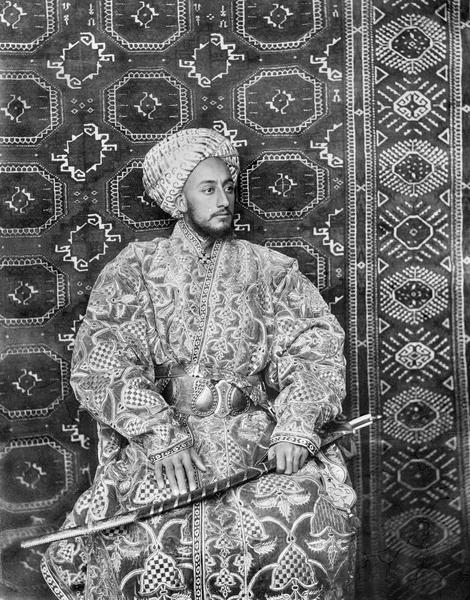
Чарджуйский бек — Сеид Мир Сиддик-хан

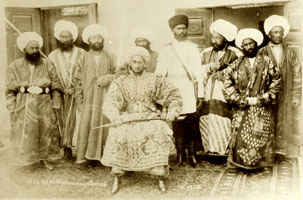
Чарджуйский бек — Сеид Мир Сиддик-хан со своей свитой.

Сеид Мир Сиддик во время правления своего отца, с 1871 года был назначен беком Карши. После смерти своего брата — Сеид Нураддина, в 1878 году Музаффар назначил его беком Чарджуя.
В 1885 году, во время болезни эмира Музаффара Сеид Мир Сиддик без разрешения отца, под предлогом навестить его, приехал в Бухару. Однако Музаффар уже умер, и придворные, скрыли его смерть и привезли с бекство Кермине его брата — Сеид Абдулахад-хана, являвшегося наследником престола.
Сеид Мир Сиддик не знавший о смерти отца попал в опалу: он был арестован и лишён от должности, затем был освобожден и много лет провёл в домашнем заключении в Бухаре.
Бухарский сановник Мухаммад Шариф рассказывал Российскому политическому агенту Н. В. Чарыкову, что Сеид Мир Сиддик за развратное поведение хотел отозвать еще эмир Музаффар.
15 ноября 1885 года Сеид Абдулахад-ханом в место Сеид Мир Сиддика, беком Чарджуя назначается Астанкул-бий.

## Творчество

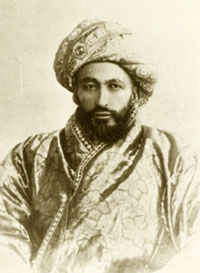
Сеид Мир Сиддик

Сеид Мир Сиддик отстраненный от политических дел, жил в Бухаре находясь под домашним арестом и посвятив себя литературной деятельности.
В течение трех-четырех лет он прославился своими знаниями и став поэтом, работал псевдонимами «Хишмат», «Хашмат» и «Вохид».
Сеид Мир Сиддик будучи довольно посредственным поэтом, он в то же время являлся крупным знатоком литературы, автором нескольких незаконченных тазкире и большим книголюбом, собравшим замечательную библиотеку рукописей.
Особое место в литературном творчестве Сеид Мир Сиддика занимает составление «тазкира» — сборника с образцами стихотворений поэтов современников автора. Важная сторона его антологии — это сведения о поэтах близких к царскому дому и дворцу.
Современным исследователям Сеид Мир Сиддик интересен и как историк, который знает и оценивает историю Бухары с позиции человека представителя правящей династии, и как историк диссидент и оппозиционер правящему монарху. Очень ценны его наблюдения, замечания и выводы по хозяйственной жизни страны, порядкам управления и политической обстановки в период русского завоевания и превращения края в протекторат России.
Библиотека Сеид Мир Сиддика сыграла важную роль в культурной и интеллектуальной жизни Бухарского ханства. По сведениям Сеид Мир Сиддика можно определить списки и названия его произведений, анализировать вопросы ценообразования, истории и судьбы рукописей и другие кодикологические вопросы. Восстановление и реконструкция его библиотеки, определение ее места в культурной жизни Центральной Азии в наше время очень актуальны, так как большая часть рукописей из библиотеки Сеид Мир Сиддика и основная масса его произведении дошли до нас и хранятся в различных фондах мира. Сам Сеид Мир Сиддик в одном месте упомянул названия 213 томов книг из своей библиотеки. Из них 31 произведений по истории, 9 диванов, 6 баязов, тафсиров 4, тазкира 6 и др.
Из его библиотеки ныне 148 томов рукописей хранятся в фондах Центре восточных рукописей им. Абу Райхана ал-Бируни при Ташкентском государственном институте востоковедения. Из них на персидском 107 книг, на арабском 41, на турки 1. А по отраслям наук по поэзии 53, истории 14, прозы 7, суфизму 20, религиозных наук 11, эпистолярных сочинений 3, мемуаристика 2, по догматике 8 и др.
По подсчетам, в библиотеке Сеид Мир Сиддика хранились более 1000 томов рукописных и литографических книг.
Мирза Салимбек в своём сочинении «Тарих-и Салими» про Сеид Мир Сиддика пишет следующее:

На свою беседу он приглашал ученых, улемов, чтецов Корана и сам из их бесед извлекал много полезного. Он собрал множество книг из различных отраслей науки и богословия, сделался превосходным ученым и обладал различными знаниями. Ни секунды времени в своей жизни он зря те тратил. В настоящее время с 1336 г. х, вот уже тридцать четвертый год он проводит свою благородную жизнь и здравствует в упомянутом доме в довольстве и спокойствии.
Садриддин Айни в своём сочинении «Воспоминания» про Сеид Мир Сиддика пишет следующее:

Он занимался науками и литературой, при этом средства, получаемые от эмира на содержание, тратил на книги. Все свое время он проводил за чтением.
Существует несколько версий о место проживания Сеид Мир Сиддика в Бухаре. По данным:
— Мирза Салимбека он жил в хорошем дворе, предоставленным Сеид Абдулахад-ханом в квартале Хауз-и Дастурханчи;
— Садриддина Айни он жил в одном из своих домов, в дали от эмирской цитадели — Арка;
— А. Г. Недвецкого он жил в Бухарском Арке, где провел много лет в домашнем заключении. Последние годы жил в Бухаре в квартале Раугангарон.
С 1920 года он работал в Центральной библиотеке Бухаре, затем Советское правительство разрешил ему и некоторым другим членам семьи эмира отправится в Афганистан. В этом же году он эмигрировал в Эмират Афганистан.
Последние годы своей жизни Сеид Мир Сиддик провел в городе Медина, где умер в 1932 год. Он похоронен на кладбище «Бадеъ-ул-гуркад»

## Семья
Дочь Сеид Мир Сиддика была замужем за последнего Эмира Бухары Сеид Алим-хана.